# Western Digital MCP-1600
L'MCP-1600 (o MCP1600) è un microprocessore multi-chip presentato da Western Digital nel 1975 e commercializzato fino all'inizio degli anni ottanta. Il processore è stato usato nei microcomputer della serie Pascal MicroEngine di Western Digital, nell'AM100 di Alpha Micro, e nel DEC LSI-11, una versione economica e più compatta del PDP-11.
Come usava all'epoca, l'MCP-1600 non era un singolo chip bensì un chipset composto da più chip TTL che insieme formavano una CPU ad 8 bit. I componenti base derivavano da quelli del PDP-11 ed inizialmente comprendevano un'unità aritmetica (CP1611 RALU, da "Register ALU"), un chip di controllo (CP1621 CON) ed un chip ROM (CP1631 MICROM, da "Microcode ROM") contenente il microcodice (512 parole da 22 bit per chip). Il microcodice contenuto nel chip ROM impostava le caratteristiche della CPU: la prima originale dell'MCP-1600 conteneva solo 1 chip di ROM ed impostava la CPU ad 8 bit. Successivamente Western Digital utilizzò 2 chip ROM per impostare la CPU in una modalità che emulava una CPU a 16 bit: questa versione fu commercializzata come MP-1600 (anche MP1600) o WD-16 (anche WD16). Successivamente furono presentate anche versioni con fino a 4 chip ROM.
Le logiche TTL lavoravano con un clock a 3,3 MHz a 4 fasi, erano realizzate in tecnologia NMOS e richiedevano 4 tensioni di alimentazione: -5, -12, +12 e +5 Volt.